# Platorish nebo
Platorish nebo is een spinnensoort uit de familie Trochanteriidae. De soort komt voor in Queensland.